# Ministri del turismo della Francia
Questo articolo mostra l'elenco dei membri del governo francese (ministri, segretari di stato) responsabili del turismo.
Il nome esatto della funzione può variare a seconda della nomina. Le date indicate sono le date di assunzione o di cessazione dalle funzioni, che generalmente sono il giorno antecedente la data di pubblicazione del decreto di nomina nel Journal officiel.

## Terza Repubblica
| Ministro                       | Incarico                                                     | Ministro di vigilanza           | Incarico                                               | Governo                        | Inizio                         | Fine                           |
| Presidenza di Gaston Doumergue | Presidenza di Gaston Doumergue                               | Presidenza di Gaston Doumergue  | Presidenza di Gaston Doumergue                         | Presidenza di Gaston Doumergue | Presidenza di Gaston Doumergue | Presidenza di Gaston Doumergue |
| ------------------------------ | ------------------------------------------------------------ | ------------------------------- | ------------------------------------------------------ | ------------------------------ | ------------------------------ | ------------------------------ |
| Gaston Gérard                  | Alto commissario per il turismo                              | Alto commissario per il turismo | Alto commissario per il turismo                        | Tardieu II                     | 2 marzo 1930                   | 4 dicembre 1930                |
| Gaston Gourdeau                | Sottosegretario di Stato ai lavori pubblici e al turismo     | Édouard Daladier                | Ministro dei lavori pubblici                           | Steeg                          | 13 dicembre 1930               | 22 gennaio 1931                |
| Gaston Gérard                  | Sottosegretario di Stato ai lavori pubblici e al turismo     | Maurice Deligne                 | Ministro dei lavori pubblici                           | Laval I                        | 27 gennaio 1931                | 13 giugno 1931                 |
| Presidenza di Paul Doumer      |                                                              |                                 |                                                        |                                |                                |                                |
| Gaston Gérard                  | Sottosegretario di Stato ai lavori pubblici e al turismo     | Maurice Deligne                 | Ministro dei lavori pubblici                           | Laval II                       | 13 giugno 1931                 | 12 gennaio 1932                |
| Gaston Gérard                  | Sottosegretario di Stato ai lavori pubblici e al turismo     | Maurice Deligne                 | Ministro dei lavori pubblici                           | Laval III                      | 14 gennaio 1932                | 6 febbraio 1932                |
| Nessuno                        | Nessuno                                                      | Nessuno                         | Nessuno                                                | Tardieu III                    | 20 febbraio 1932               | 3 giugno 1932                  |
| Presidenza di Albert Lebrun    |                                                              |                                 |                                                        |                                |                                |                                |
| Gaston Gourdeau                | Sottosegretario di Stato ai lavori pubblici e al turismo     | Édouard Daladier                | Ministro dei lavori pubblici                           | Herriot III                    | 3 giugno 1932                  | 14 dicembre 1932               |
| Nessuno                        | Nessuno                                                      | Nessuno                         | Nessuno                                                | Paul-Boncour                   | 18 dicembre 1932               | 28 gennaio 1933                |
| Nessuno                        | Nessuno                                                      | Nessuno                         | Nessuno                                                | Daladier I                     | 31 gennaio 1933                | 24 ottobre 1933                |
| Nessuno                        | Nessuno                                                      | Nessuno                         | Nessuno                                                | Sarraut I                      | 26 ottobre 1933                | 24 novembre 1933               |
| Nessuno                        | Nessuno                                                      | Nessuno                         | Nessuno                                                | Chautemps II                   | 26 novembre 1933               | 27 gennaio 1934                |
| Raymond Patenôtre              | Sottosegretario di Stato all'economia nazionale e al turismo | Édouard Daladier                | Presidente del Consiglio, ministro degli affari esteri | Daladier II                    | 30 gennaio 1934                | 7 febbraio 1934                |
| Nessuno                        | Nessuno                                                      | Nessuno                         | Nessuno                                                | Doumergue II                   | 9 febbraio 1934                | 8 novembre 1934                |
| Nessuno                        | Nessuno                                                      | Nessuno                         | Nessuno                                                | Flandin I                      | 8 novembre 1934                | 31 maggio 1935                 |
| Nessuno                        | Nessuno                                                      | Nessuno                         | Nessuno                                                | Laval IV                       | 7 giugno 1935                  | 22 gennaio 1936                |
| Nessuno                        | Nessuno                                                      | Nessuno                         | Nessuno                                                | Sarraut II                     | 24 gennaio 1936                | 4 giugno 1936                  |
| Nessuno                        | Nessuno                                                      | Nessuno                         | Nessuno                                                | Blum I                         | 4 giugno 1936                  | 21 giugno 1937                 |
| Nessuno                        | Nessuno                                                      | Nessuno                         | Nessuno                                                | Chautemps III                  | 29 giugno 1937                 | 14 gennaio 1938                |
| Nessuno                        | Nessuno                                                      | Nessuno                         | Nessuno                                                | Chautemps IV                   | 18 gennaio 1938                | 10 marzo 1938                  |
| Nessuno                        | Nessuno                                                      | Nessuno                         | Nessuno                                                | Blum II                        | 13 marzo 1938                  | 8 aprile 1938                  |
| Nessuno                        | Nessuno                                                      | Nessuno                         | Nessuno                                                | Daladier III                   | 10 aprile 1938                 | 13 maggio 1939                 |
| Nessuno                        | Nessuno                                                      | Nessuno                         | Nessuno                                                | Daladier IV                    | 11 maggio 1939                 | 13 settembre 1939              |
| Nessuno                        | Nessuno                                                      | Nessuno                         | Nessuno                                                | Daladier V                     | 13 settembre 1939              | 20 marzo 1940                  |
| Nessuno                        | Nessuno                                                      | Nessuno                         | Nessuno                                                | Reynaud                        | 22 marzo 1940                  | 16 giugno 1940                 |
| Nessuno                        | Nessuno                                                      | Nessuno                         | Nessuno                                                | Pétain                         | 16 giugno 1940                 | 10 luglio 1940                 |

## Quarta Repubblica
| Ministro                     | Incarico                                                                                   | Governo                      | Inizio                       | Fine                         |
| Presidenza di Vincent Auriol | Presidenza di Vincent Auriol                                                               | Presidenza di Vincent Auriol | Presidenza di Vincent Auriol | Presidenza di Vincent Auriol |
| ---------------------------- | ------------------------------------------------------------------------------------------ | ---------------------------- | ---------------------------- | ---------------------------- |
| Henri Queuille               | Ministro dei lavori pubblici, dei trasporti e del turismo                                  | Schuman II                   | 5 settembre 1948             | 7 settembre 1948             |
| Christian Pineau             | Ministro dei lavori pubblici, dei trasporti e del turismo                                  | Queuille I                   | 11 settembre 1948            | 5 ottobre 1949               |
| Christian Pineau             | Ministro dei lavori pubblici, dei trasporti e del turismo                                  | Bidault II                   | 28 ottobre 1949              | 7 febbraio 1950              |
| Jacques Chastellain          | Ministro dei lavori pubblici, dei trasporti e del turismo                                  | Bidault III                  | 7 febbraio 1950              | 24 giugno 1950               |
| Maurice Bourgès-Maunoury     | Ministro dei lavori pubblici, dei trasporti e del turismo                                  | Queuille II                  | 2 luglio 1950                | 4 luglio 1950                |
| Antoine Pinay                | Ministro dei lavori pubblici, dei trasporti e del turismo                                  | Pleven I                     | 12 luglio 1950               | 28 febbraio 1951             |
| Antoine Pinay                | Ministro dei lavori pubblici, dei trasporti e del turismo                                  | Queuille III                 | 10 marzo 1951                | 10 luglio 1951               |
| Antoine Pinay                | Ministro dei lavori pubblici, dei trasporti e del turismo                                  | Pleven                       | 11 agosto 1951               | 7 gennaio 1952               |
| Antoine Pinay                | Ministro dei lavori pubblici, dei trasporti e del turismo                                  | Faure I                      | 20 gennaio 1952              | 28 febbraio 1952             |
| André Morice                 | Ministro dei lavori pubblici, dei trasporti e del turismo                                  | Pinay                        | 8 marzo 1952                 | 27 dicembre 1952             |
| André Morice                 | Ministro dei lavori pubblici, dei trasporti e del turismo                                  | Mayer                        | 8 gennaio 1953               | 21 maggio 1953               |
| Jacques Chastellain          | Ministro dei lavori pubblici, dei trasporti e del turismo                                  | Laniel I                     | 28 giugno 1953               | 16 gennaio 1954              |
| Presidenza di René Coty      |                                                                                            |                              |                              |                              |
| Jacques Chastellain          | Ministro dei lavori pubblici, dei trasporti e del turismo                                  | Laniel II                    | 16 gennaio 1954              | 12 giugno 1954               |
| Jacques Chaban-Delmas        | Ministro dei lavori pubblici, dei trasporti e del turismo                                  | Mendès France                | 19 giugno 1954               | 14 agosto 1954               |
| Maurice Bourgès-Maunoury     | Ministro dei lavori pubblici, dei trasporti e del turismo                                  | Mendès France                | 14 agosto 1954               | 3 settembre 1954             |
| Jacques Chaban-Delmas        | Ministro dei lavori pubblici, dei trasporti e del turismo                                  | Mendès France                | 3 settembre 1954             | 23 febbraio 1955             |
| Édouard Corniglion-Molinier  | Ministro dei lavori pubblici, dei trasporti e del turismo                                  | Faure II                     | 23 febbraio 1955             | 24 gennaio 1956              |
| Nessuno                      | Nessuno                                                                                    | Mollet                       | 1º febbraio 1956             | 21 maggio 1957               |
| Édouard Bonnefous            | Ministro dei lavori pubblici, dei trasporti e del turismo                                  | Bourgès-Maunoury             | 13 giugno 1957               | 30 settembre 1957            |
| Édouard Bonnefous            | Ministro dei lavori pubblici, dei trasporti e del turismo                                  | Gaillard                     | 6 novembre 1957              | 13 maggio 1958               |
| Édouard Bonnefous            | Ministro dei lavori pubblici, dei trasporti e del turismo                                  | Pflimlin                     | 13 maggio 1958               | 28 maggio 1968               |
| Antoine Pinay                | Ministro delle finanze, dell'agricoltura, dei lavori pubblici, dei trasporti e del turismo | De Gaulle III                | 3 giugno 1958                | 9 giugno 1958                |
| Robert Buron                 | Ministro dei lavori pubblici, dei trasporti e del turismo                                  | De Gaulle III                | 9 giugno 1958                | 8 gennaio 1959               |

## Quinta Repubblica
| Ministro                               | Incarico | Ministro di vigilanza                                                                                 | Incarico                                                                                              | Governo                         | Inizio                          | Fine                            |
| Presidenza di Charles de Gaulle        | Presidenza di Charles de Gaulle                                                                                           | Presidenza di Charles de Gaulle                                                                       | Presidenza di Charles de Gaulle                                                                       | Presidenza di Charles de Gaulle | Presidenza di Charles de Gaulle | Presidenza di Charles de Gaulle |
| -------------------------------------- | --- | --- | --- | ------------------------------- | ------------------------------- | ------------------------------- |
| Nessuno                                | Nessuno | Nessuno                                                                                               | Nessuno                                                                                               | Debré                           | 8 gennaio 1959                  | 14 aprile 1962                  |
| Nessuno                                | Nessuno | Nessuno                                                                                               | Nessuno                                                                                               | Pompidou I                      | 14 aprile 1962                  | 28 novembre 1962                |
| Nessuno                                | Nessuno | Nessuno                                                                                               | Nessuno                                                                                               | Pompidou II                     | 28 novembre 1962                | 20 marzo 1962                   |
| Pierre Dumas                           | Sottosegretario di Stato per i rapporti con il Parlamento, il turismo e la promozione sociale                             | Georges Pompidou                                                                                      | PrImo ministro                                                                                        | Pompidou II                     | 20 marzo 1963                   | 8 gennaio 1966                  |
| Pierre Dumas                           | Sottosegretario di Stato per i rapporti con il Parlamento, il turismo e la promozione sociale                             | Georges Pompidou                                                                                      | PrImo ministro                                                                                        | Pompidou III                    | 8 gennaio 1966                  | 1º aprile 1967                  |
| Pierre Dumas                           | Segretario di Stato per il turismo                                                                                        | Georges Pompidou                                                                                      | PrImo ministro                                                                                        | Pompidou IV                     | 1º aprile 1967                  | 31 maggio 1968                  |
| Henri Rey                              | Ministro di Stato responsabile del turismo                                                                                | Ministro di Stato responsabile del turismo                                                            | Ministro di Stato responsabile del turismo                                                            | Pompidou IV                     | 31 maggio 1968                  | 10 luglio 1968                  |
| Nessuno                                | Nessuno | Nessuno                                                                                               | Nessuno                                                                                               | Couve de Murville               | 10 luglio 1958                  | 20 giugno 1969                  |
| Presidenza di Georges Pompidou         | | | |                                 |                                 |                                 |
| Marcel Anthonioz                       | Segretario di Stato per il turismo                                                                                        | Albin Chalandon                                                                                       | Ministro delle attrezzature e dell'edilizia abitativa                                                 | Chaban-Delmas                   | 20 giugno 1969                  | 5 luglio 1972                   |
| Nessuno                                | Nessuno | Nessuno                                                                                               | Nessuno                                                                                               | Messmer I                       | 5 luglio 1972                   | 12 aprile 1972                  |
| Olivier Guichard                       | Ministro della pianificazione territoriale, delle attrezzature, dell'edilizia abitativa e del turismo                     | Ministro della pianificazione territoriale, delle attrezzature, dell'edilizia abitativa e del turismo | Ministro della pianificazione territoriale, delle attrezzature, dell'edilizia abitativa e del turismo | Messmer I                       | 12 aprile 1972                  | 2 aprile 1973                   |
| Aimé Paquet                            | Segretario di Stato per il turismo                                                                                        | Olivier Guichard                                                                                      | Ministro della pianificazione territoriale, delle attrezzature, dell'edilizia abitativa e del turismo | Messmer II                      | 2 aprile 1973                   | 28 maggio 1974                  |
| Nessuno                                | Nessuno | Nessuno                                                                                               | Nessuno                                                                                               | Messmer III                     | 27 febbraio 1974                | 27 maggio 1974                  |
| Presidenza di Valéry Giscard d'Estaing | | | |                                 |                                 |                                 |
| Gérard Ducray                          | Segretario di Stato per il turismo                                                                                        | André Jarrot                                                                                          | Ministro della qualità della vita                                                                     | Chirac I                        | 28 maggio 1974                  | 25 agosto 1976                  |
| Jacques Médecin                        | Segretario di Stato per il turismo                                                                                        | André Jarrot                                                                                          | Ministro della qualità della vita                                                                     | Chirac I                        | 12 gennaio 1976                 | 25 agosto 1976                  |
| Jacques Médecin                        | Segretario di Stato per il turismo                                                                                        | André Fosset                                                                                          | Ministro della qualità della vita                                                                     | Barre I                         | 25 agosto 1976                  | 29 marzo 1977                   |
| Jacques Médecin                        | Segretario di Stato per il turismo                                                                                        | Michel d'Ornano                                                                                       | Ministro della cultura e dell'ambiente                                                                | Barre II                        | 30 marzo 1977                   | 31 marzo 1978                   |
| Nessuno                                | Nessuno | Nessuno                                                                                               | Nessuno                                                                                               | Barre III                       | 3 aprile 1978                   | 21 maggio 1981                  |
| Presidenza di François Mitterrand      | | | |                                 |                                 |                                 |
| François Abadie                        | Segretario di Stato per il turismo                                                                                        | André Henry                                                                                           | Ministro del tempo libero                                                                             | Mauroy I                        | 22 maggio 1981                  | 22 giugno 1981                  |
| François Abadie                        | Segretario di Stato per il turismo                                                                                        | André Henry                                                                                           | Ministro del tempo libero                                                                             | Mauroy II                       | 22 giugno 1981                  | 22 marzo 1983                   |
| Roland Carraz                          | Segretario di Stato per il turismo                                                                                        | Édith Cresson                                                                                         | Ministro del commercio estero e del turismo                                                           | Mauroy III                      | 22 marzo 1983                   | 17 luglio 1984                  |
| Michel Crépeau                         | Ministro del commercio, dell'artigianato e del turismo                                                                    | Ministro del commercio, dell'artigianato e del turismo                                                | Ministro del commercio, dell'artigianato e del turismo                                                | Fabius                          | 17 luglio 1984                  | 19 febbraio 1986                |
| Jean-Marie Bockel                      | Ministro del commercio, dell'artigianato e del turismo                                                                    | Ministro del commercio, dell'artigianato e del turismo                                                | Ministro del commercio, dell'artigianato e del turismo                                                | Fabius                          | 19 febbraio 1986                | 20 marzo 1988                   |
| Nessuno                                | Nessuno | Alain Madelin                                                                                         | Ministro dell'industria, delle poste e telecomunicazioni e del turismo                                | Chirac II                       | 20 marzo 1986                   | 25 marzo 1986                   |
| Jean-Jacques Descamps                  | Segretario di Stato per il turismo                                                                                        | Alain Madelin                                                                                         | Ministro dell'industria, delle poste e telecomunicazioni e del turismo                                | Chirac II                       | 25 marzo 1986                   | 10 maggio 1988                  |
| François Doubin                        | Ministro responsabile del commercio, dell'artigianato e del turismo                                                       | Roger Fauroux                                                                                         | Ministro dell'industria, del commercio estero e della pianificazione territoriale                     | Rocard I                        | 10 maggio 1988                  | 23 giugno 1988                  |
| Olivier Stirn                          | Ministro delegato al turismo                                                                                              | Roger Fauroux                                                                                         | Ministro dell'industria e della pianificazione territoriale                                           | Rocard II                       | 23 giugno 1988                  | 5 luglio 1990                   |
| Jean-Marie Rausch                      | Ministro del commercio estero e del turismo                                                                               | Roger Fauroux                                                                                         | Ministro dell'industria e della pianificazione territoriale                                           | Rocard II                       | 5 luglio 1990                   | 17 luglio 1990                  |
| Jean-Michel Baylet                     | Ministro delegato al turismo                                                                                              | Roger Fauroux                                                                                         | Ministro dell'industria e della pianificazione territoriale                                           | Rocard II                       | 17 luglio 1990                  | 15 maggio 1991                  |
| Jean-Michel Baylet                     | Ministro delegato al turismo                                                                                              | Paul Quilès                                                                                           | Ministro delle attrezzature, dell'edilizia abitativa, dei trasporti e dello spazio                    | Cresson                         | 15 maggio 1991                  | 2 aprile 1992                   |
| Jean-Michel Baylet                     | Ministro delegato al turismo                                                                                              | Dominique Strauss-Kahn                                                                                | Ministro dell'industria e del commercio estero                                                        | Bérégovoy                       | 2 aprile 1992                   | 28 marzo 1993                   |
| Nessuno                                | Nessuno | Bernard Bosson                                                                                        | Ministro delle attrezzature, dei trasporti e del turismo                                              | Balladur                        | 29 marzo 1993                   | 18 maggio 1995                  |
| Presidenza di Jacques Chirac           | | | |                                 |                                 |                                 |
| Françoise de Panafieu                  | Ministro del turismo | Nessuno                                                                                               | Nessuno                                                                                               | Juppé I                         | 18 maggio 1995                  | 7 novembre 1995                 |
| Bernard Pons                           | Ministro delle attrezzature, dell'edilizia abitativa, dei trasporti e del turismo                                         | Nessuno                                                                                               | Nessuno                                                                                               | Juppé II                        | 7 novembre 1995                 | 4 giugno 1997                   |
| Michelle Demessine                     | Segretario di Stato per il turismo                                                                                        | Jean-Claude Gayssot                                                                                   | Ministro delle attrezzature, dei trasporti e dell'edilizia abitativa                                  | Jospin                          | 4 giugno 1997                   | 23 ottobre 2001                 |
| Jacques Brunhes                        | Segretario di Stato per il turismo                                                                                        | Jean-Claude Gayssot                                                                                   | Ministro delle attrezzature, dei trasporti e dell'edilizia abitativa                                  | Jospin                          | 23 ottobre 2001                 | 6 maggio 2002                   |
| Nessuno                                | Nessuno | Gilles de Robien                                                                                      | Ministro delle attrezzature, dei trasporti, dell'edilizia abitativa, del turismo e del mare           | Raffarin I                      | 6 maggio 2002                   | 17 giugno 2002                  |
| Léon Bertrand                          | Segretario di Stato per il turismo                                                                                        | Gilles de Robien                                                                                      | Ministro delle attrezzature, dei trasporti, dell'edilizia abitativa, del turismo e del mare           | Raffarin II                     | 17 giugno 2002                  | 30 marzo 2004                   |
| Léon Bertrand                          | Ministro delegato al turismo                                                                                              | Gilles de Robien                                                                                      | Ministro delle attrezzature, dei trasporti, della pianificazione territoriale, del turismo e del mare | Raffarin III                    | 30 marzo 2004                   | 31 maggio 2005                  |
| Léon Bertrand                          | Ministro delegato al turismo                                                                                              | Dominique Perben                                                                                      | Ministro dei trasporti, delle attrezzature, del turismo e del mare                                    | De Villepin                     | 31 maggio 2005                  | 15 maggio 2007                  |
| Presidenza di Nicolas Sarkozy          | | | |                                 |                                 |                                 |
| Nessuno                                | Nessuno | Jean-Louis Borloo                                                                                     | Ministro dell'economia, delle finanze e dell'occupazione                                              | Fillon I                        | 17 maggio 2007                  | 18 giugno 2007                  |
| Luc Chatel                             | Segretario di Stato per i consumatori e il turismo                                                                        | Christine Lagarde                                                                                     | Ministro dell'economia, delle finanze e dell'occupazione                                              | Fillon II                       | 18 giugno 2007                  | 18 marzo 2008                   |
| Hervé Novelli                          | Segretario di Stato per il commercio, l'aritigianato, le PMI, il turismo, i servizi e i consumatori                       | Christine Lagarde                                                                                     | Ministro economia, dell'industria e dell'occupazione                                                  | Fillon II                       | 18 marzo 2008                   | 13 ottobre 2010                 |
| Frédéric Lefebvre                      | Segretario di Stato per il commercio, l'artigianato, le PMI, il turismo, i servizi, le professioni liberali e i consumi   | Christine Lagarde                                                                                     | Ministro dell'economia, delle finanze e dell'industria                                                | Fillon III                      | 14 ottobre 2010                 | 29 giugno 2011                  |
| Frédéric Lefebvre                      | Segretario di Stato per il commercio, l'artigianato, le PMI, il turismo, i servizi, le professioni liberali e i consumi   | François Baroin                                                                                       | Ministro dell'economia, delle finanze e dell'industria                                                | Fillon III                      | 29 giugno 2011                  | 10 maggio 2012                  |
| Presidenza di François Hollande        | | | |                                 |                                 |                                 |
| Sylvia Pinel                           | Ministro delegato all'artigianato, al commercio e al turismo                                                              | Arnaud Montebourg                                                                                     | Ministro della ripresa produttiva                                                                     | Ayrault I                       | 15 maggio 2012                  | 18 giugno 2012                  |
| Sylvia Pinel                           | Ministro dell'artigianato, del commercio e del turismo                                                                    | Ministro dell'artigianato, del commercio e del turismo                                                | Ministro dell'artigianato, del commercio e del turismo                                                | Ayrault II                      | 18 giugno 2012                  | 31 marzo 2014                   |
| Fleur Pellerin                         | Segretario di Stato per il commercio estero, la promozione del turismo e i francesi all'estero                            | Laurent Fabius                                                                                        | Ministro degli affari esteri e dello sviluppo internazionale                                          | Valls I                         | 2 aprile 2014                   | 25 agosto 2014                  |
| Thomas Thévenoud                       | Segretario di Stato per il commercio estero, la promozione del turismo e i francesi all'estero                            | Laurent Fabius                                                                                        | Ministro degli affari esteri e dello sviluppo internazionale                                          | Valls II                        | 26 agosto 2014                  | 4 settembre 2014                |
| Matthias Fekl                          | Segretario di Stato per il commercio estero, la promozione del turismo e i francesi all'estero                            | Laurent Fabius                                                                                        | Ministro degli affari esteri e dello sviluppo internazionale                                          | Valls II                        | 4 settembre 2014                | 11 febbraio 2016                |
| Matthias Fekl                          | Segretario di Stato per il commercio estero, la promozione del turismo e i francesi all'estero                            | Jean-Marc Ayrault                                                                                     | Ministro degli affari esteri e dello sviluppo internazionale                                          | Valls II                        | 11 febbraio 2016                | 6 dicembre 2016                 |
| Matthias Fekl                          | Segretario di Stato per il commercio estero, la promozione del turismo e i francesi all'estero                            | Jean-Marc Ayrault                                                                                     | Ministro degli affari esteri e dello sviluppo internazionale                                          | Cazeneuve                       | 6 dicembre 2016                 | 21 marzo 2017                   |
| Presidenza di Emmanuel Macron          | | | |                                 |                                 |                                 |
| Nessuno                                | Nessuno | Jean-Yves Le Drian                                                                                    | Ministro per l'Europa e gli affari esteri                                                             | Philippe I                      | 17 maggio 2017                  | 21 giugno 2017                  |
| Jean-Baptiste Lemoyne                  | Segretario di Stato | Jean-Yves Le Drian                                                                                    | Ministro per l'Europa e gli affari esteri                                                             | Philippe II                     | 21 giugno 2017                  | 3 luglio 2020                   |
| Jean-Baptiste Lemoyne                  | Segretario di Stato per il turismo, i francesi all'estero e la francofonia                                                | Jean-Yves Le Drian                                                                                    | Ministro per l'Europa e gli affari esteri                                                             | Castex                          | 26 luglio 2020                  | 8 dicembre 2021                 |
| Jean-Baptiste Lemoyne                  | Ministro delegato responsabile del turismo, dei francesi all'estero, del mondo francofono e delle piccole e medie imprese | Jean-Yves Le Drian                                                                                    | Ministro per l'Europa e gli affari esteri                                                             | Castex                          | 8 dicembre 2021                 | 20 maggio 2022                  |
| Nessuno                                | Nessuno | Bruno Le Maire                                                                                        | Ministro dell'economia e delle finanze                                                                | Borne                           | 20 maggio 2022                  | 4 luglio 2022                   |
| Olivia Grégoire                        | Ministro delegato alle piccole e medie imprese, al commercio, all'artigianato e al turismo                                | Bruno Le Maire                                                                                        | Ministro dell'economia, delle finanze e della sovranità industriale e digitale                        | Borne                           | 4 luglio 2022                   | 11 gennaio 2024                 |
| Olivia Grégoire                        | Ministro delegato alle imprese, al turismo e ai consumi                                                                   | Bruno Le Maire                                                                                        | Ministro dell'economia, delle finanze e della sovranità industriale e digitale                        | Attal                           | 8 febbraio 2024                 | in carica                       |